# Palazzo episcopale di Braga

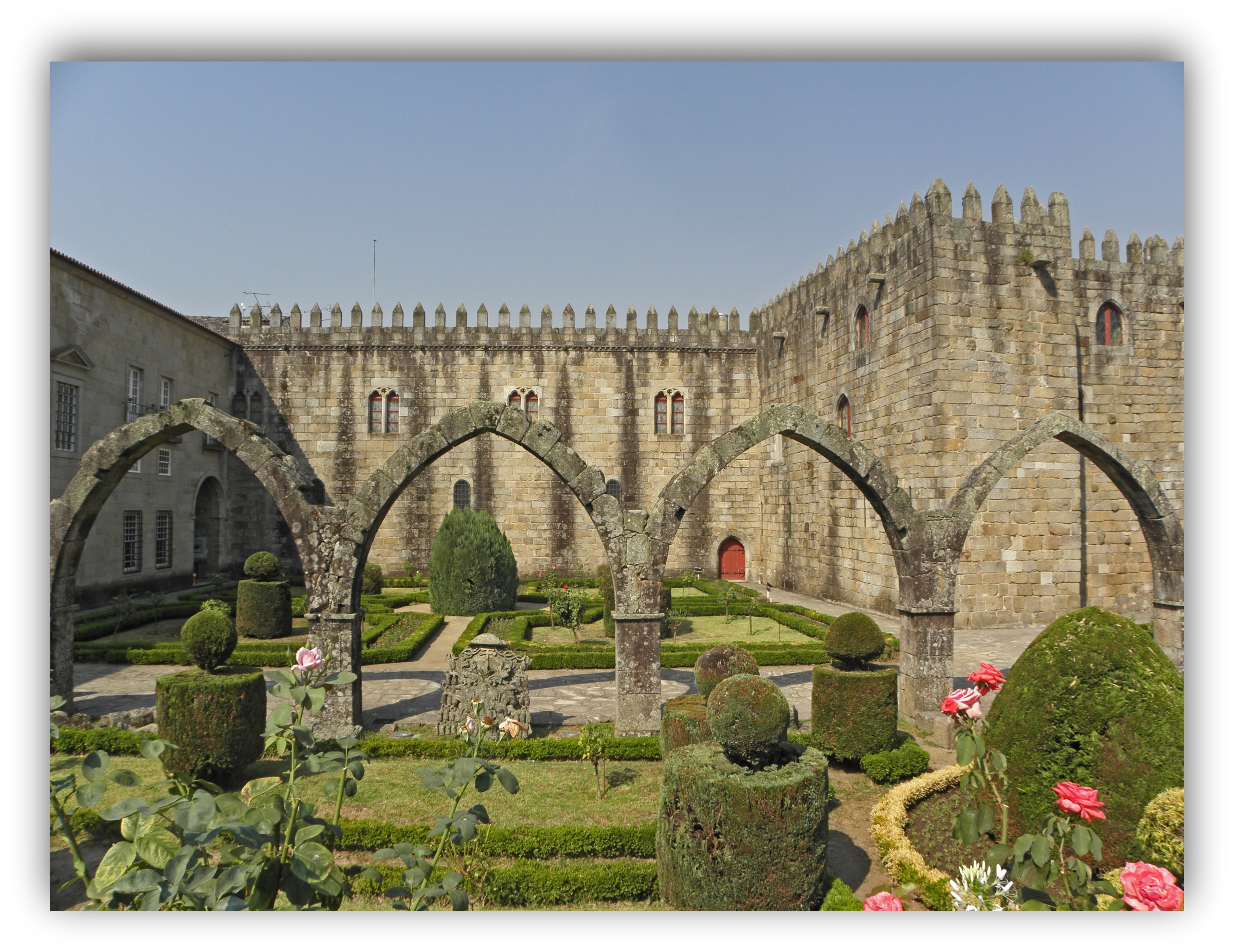
Un'ala del palazzo con giardini

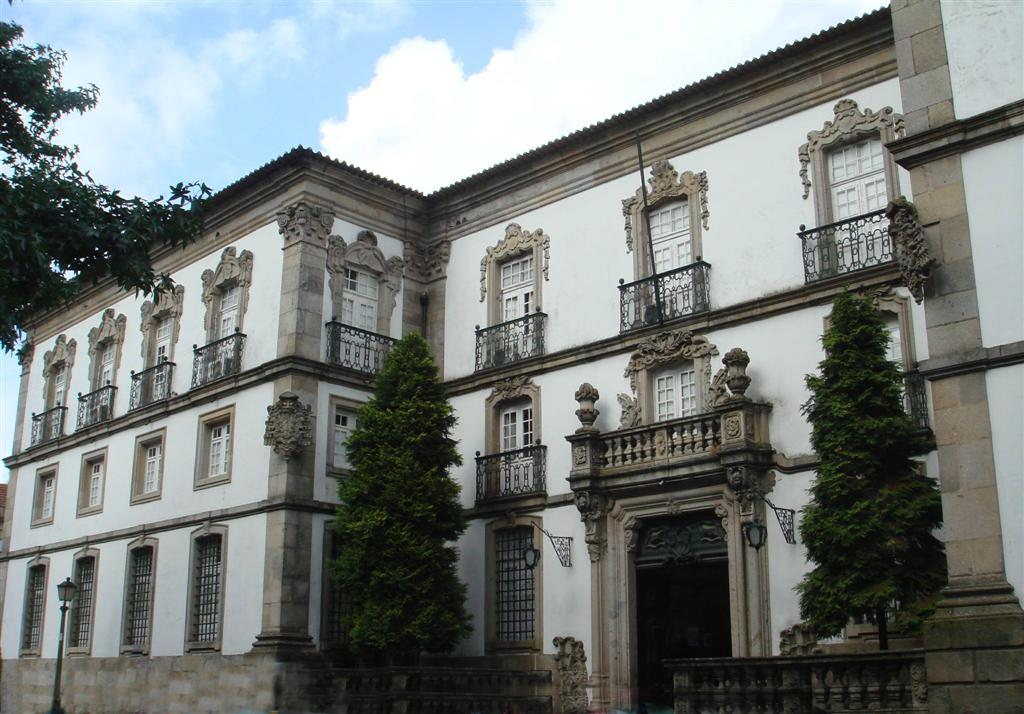
Un'altra ala del palazzo

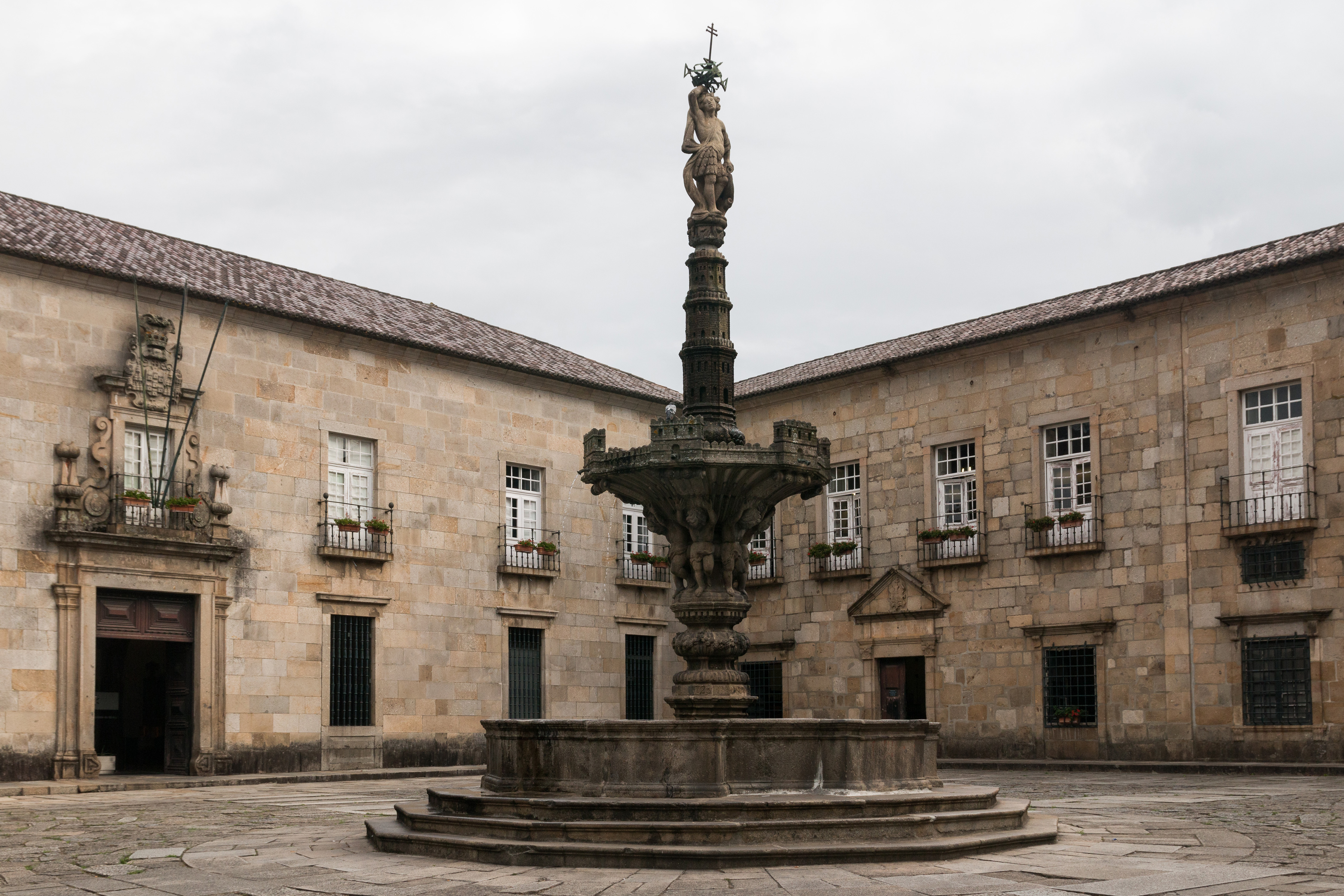
Piazzetta interna al palazzo

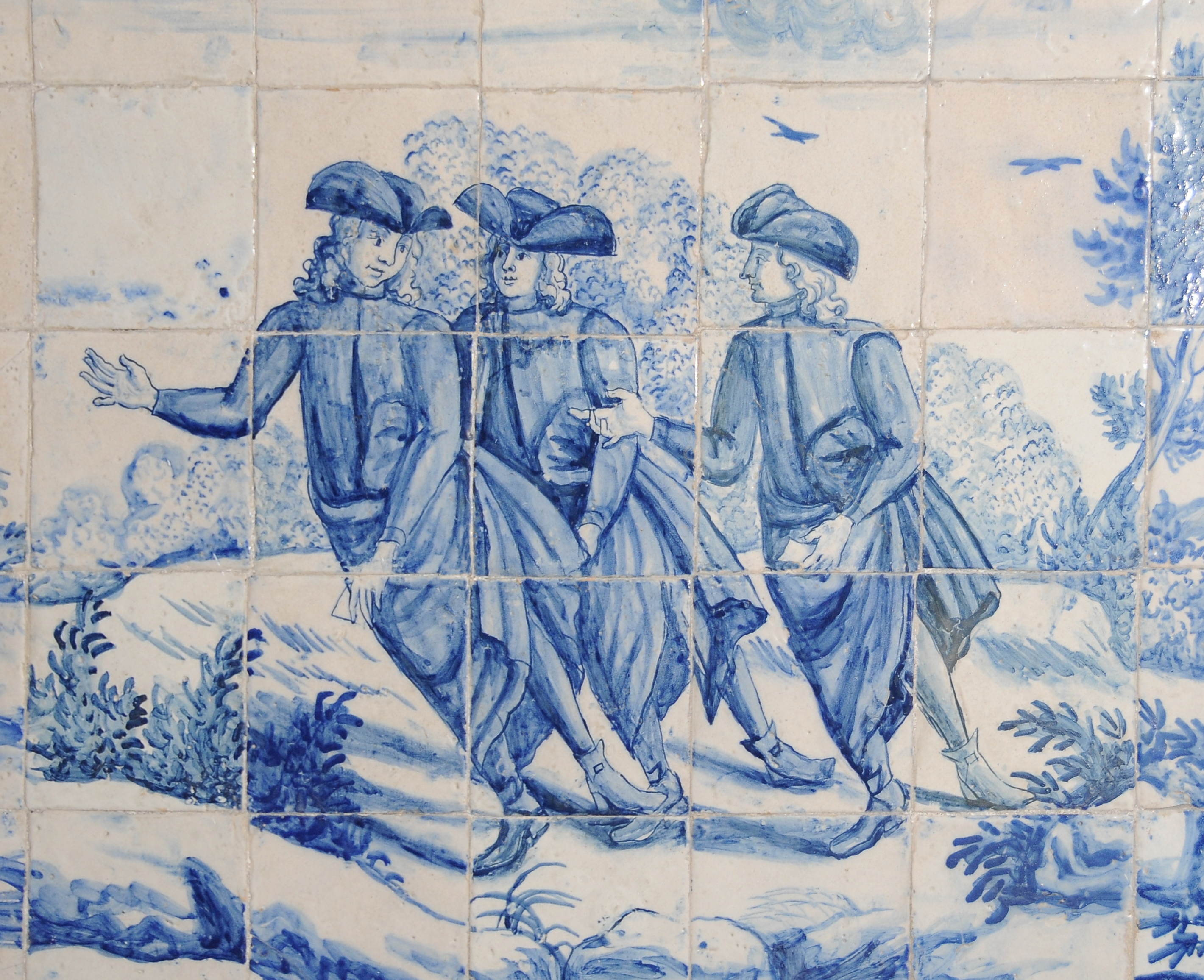
Azulejo nel palazzo

Il palazzo episcopale di Braga (in portoghese: Paço Episcopal Bracarense) è un complesso architettonico di Braga, nel nord del Portogallo, realizzato tra il XIV e il XVIII secolo. È considerato tra i monumenti maggiormente legati, sin dal Medioevo, alla storia della città.

## Descrizione
Il palazzo episcopale si trova in Praça do Município di fronte alla cattedrale.
Alcune delle facciate, risalenti al XIV secolo, sono costruite in stile gotico.
Gli interni ora ospitano gli archivi distrettuali e la biblioteca, oltre a degli uffici municipali.

## Storia
La costruzione del complesso iniziò intorno agli anni trenta del XIV secolo, durante l'arcivescovato di D. Gonçalo Pereira.
Buona parte dell'edificio fu realizzata però tra gli anni venti e trenta del XV secolo, sotto l'arcivescovato di D. Fernando Da Guerra..
Un'altra fase importante nella costruzione del palazzo si ebbe poi nel XVI secolo per volere dell'arcivescovo D. Diogo de Sousa.
L'edificio fu in seguito ampliato nella prima metà del XVIII secolo D. Rodrigo de Moura Teles.
Nel 1866, gli interni furono distrutti da un incendio.
Opere di restauro avvennero quindi negli anni venti e trenta del XX secolo.